# فيارني جوديونسون
فيارني جوديونسون (بالآيسلندية: Bjarni Guðjónsson)‏ هو لاعب كرة قدم آيسلندي في مركز الوسط، ولد في 26 فبراير 1979 في أكرانيس في آيسلندا. شارك مع منتخب آيسلندا تحت 17 سنة لكرة القدم ومنتخب آيسلندا تحت 19 سنة لكرة القدم ومنتخب آيسلندا تحت 21 سنة لكرة القدم ومنتخب آيسلندا لكرة القدم. أما مع النوادي، فقد لعب مع ابروتاباندلاج أكرانيس وستوك سيتي وكوفنتري سيتي وناتدبيرنوفيلاغ ريكيافيكور ونادي بليموث أرجايل ونادي بوخوم ونادي جينك ونيوكاسل يونايتد.

## وصلات خارجية
- فيارني جوديونسون على موقع الاتحاد الدولي (مؤرشف)  (الإنجليزية)
- فيارني جوديونسون على موقع قاعدة بيانات كرة القدم.إي يو (الإنجليزية)
- فيارني جوديونسون على موقع ناشيونال فوتبول تيمز (الإنجليزية)
- فيارني جوديونسون على موقع Soccerbase.com (لاعب) (الإنجليزية)
- فيارني جوديونسون على موقع Soccerway.com (الإنجليزية)